# داویده روسی
داویده روسی (متولد ۷ اوت ۱۹۷۰) یک ویولونیست، تنظیم کننده، آهنگساز و رهبر ارکستر ایتالیایی می‌باشد